# Carbanion
Een carbanion is een ion met een negatieve lading op de koolstof. Dit ion ontstaat wanneer een covalente binding tussen de koolstof en een ander element zó verbroken wordt, dat na het verbreken van de binding de bindingselektronen beide bij koolstof blijven.

## Algemene eigenschap
Tijdens de vorming van een binding leveren zowel het koolstofatoom als het andere atoom één elektron. Als beide elektronen bij het koolstofatoom blijven, heeft het koolstofatoom een ongepaard elektronenpaar en heeft dus een negatieve lading.
Carbanionen zijn basen, zowel volgens de Brønsted als de Lewis-definitie. De sterkte van de base hangt samen met de reactiviteit van het carbanion (zie aldaar).
Men kan carbanionen in oplossing waarnemen met proton-NMR.

## Soorten carbanionen
Carbanionen zijn er in diverse soorten.

### Carbanionen van koolwaterstoffen
Carbanionen van koolwaterstoffen hebben een trigonale piramidale structuur. Elektronen (negatieve lading) stoten elkaar af en zullen dus zover mogelijk van elkaar vandaan gaan zitten: de hoekpunten van een tetraëder, of driezijdige piramide. Aan de andere kant is de claim op ruimte rond het koolstofatoom van atoomgroepen uiteraard groter dan die van alleen een paar elektronen. Naarmate de groepen groter worden zullen de groepen verder uit elkaar buigen. De driezijdige piramide gaat inzakken. Uiteindelijk blijft een platte structuur over met de drie groepen zo ver mogelijk bij elkaar vandaan. Het elektronenpaar schommelt tussen de onder- en de bovenkant van dit vlak. Maar:
Vanuit de kwantummechanica is bekend dat de hoeken tussen bindingen ook samenhangen met de energie van de elektronenbanen. In de platte structuur is de energie van het elektronenpaar veel groter dan in de tetraëder.

### Reactiviteit van carbanionen van koolwaterstoffen
De hogere energie die het gevolg is van een plattere structuur betekent dat de carbanionen die door hun zijgroepen tot een plattere structuur gedwongen worden reactiever of minder stabiel zijn. Dit kan ook vertaald worden in de stabiliteitsvolgorde van carbanionen: primair stabieler dan secundair wat weer stabieler is dan tertiair. Gaande langs deze categorieën worden de zijgroepen beginnend met twee waterstofatomen en "iets" anders, samen steeds groter. Carbanionen zijn bijgevolg meestal reactieve intermediairen.

### Aromatische carbanionen
Bij cyclopentadieen kan een van de twee waterstofatomen van het verzadigde koolstofatoom makkelijk afgestaan worden. De twee elektronen die op koolstof achterbleven zitten nu naast π-bindingen, ook elk met twee elektronen. Er zitten dus 6 elektronen in een ringsysteem. Dit is vergelijkbaar met benzeen. Net als in benzeen is niet aan te geven waar de dubbele bindingen of de lading precies zit. Het cyclopentadiënyl anion is dan ook aromatisch en heel stabiel. Zelfs in water zijn een aantal zouten ervan beschreven.

### Gestabiliseerde carbanionen
Als het koolstofatoom met de negatieve lading vlak naast een atoom of atoomgroep zit die zelf positief geladen is, dan wordt het carbanionen stabieler. Belangrijke voorbeelden zijn:
- Carbanion naast (di)keton. 2,4-pentadion is zelfs zo stabiel dat er een hele serie zouten van bekend is.
- Carbanion naast zuurgroep. Bij de di-ester van methanol en propaandizuur (dimethylmalonaat) kan een van de waterstofatomen tussen de zuurgroepen relatief makkelijk verwijderd worden.
- Carbanionen naast fosfonium worden in de synthetisch organische chemie gebruikt om op de plek van een keton een koolstof-koolstof dubbele banden in het molecuul te maken (Wittig-reactie). Deze carbanionen worden ook yliden genoemd. Wittigreacties worden bij kamertemperatuur uitgevoerd.
- Carbanionen naast een fosfonaat worden op gelijksoortige manier als fosfonium gestabiliseerde carbanionen gebruikt (Horner-Wittig-reactie). De stabiliserende werking van fosfonaat is minder dan van fosfonium. Standaard wordt de Horner-Wittig-reactie bij −78 °C uitgevoerd, soms zelfs bij −96 °C, omdat anders geen tijd is om de verschillende reragentie toe te voegen.

## Het maken van carbanionen

### met alkalimetalen
Voor het maken van carbanionen kan gebruikgemaakt worden van alkalimetalen die men laat reageren met gehalogeneerde koolwaterstoffen. Butyllithium, een commercieel verkrijgbaar reagens, wordt gemaakt uit 1-chloorbutaan en lithium:
{\displaystyle {\ce {CH3CH2CH2CH2Cl + 2 Li -> CH3CH2CH2CH2- Li+ + LiCl}}}

### Via butyllithium
Butyllithium wordt ook vaak gebruikt als sterke base om LDA te maken. LDA is een iets minder sterke base, en geschikt voor het maken van gestabiliseerde carbanionen. Butyllithium zou hier ook voor gebruikt kunnen worden, maar er treden dan veel bijreacties op. In tegenstelling tot butyllithium is LDA nauwelijks of niet commercieel verkrijgbaar.
Door toevoeging bij lage temperatuur van n-butyllithium aan trifenylmethaan in THF, gevolgd door 12-kroon-4 bekomt men trifenylmethaancarbanion. Dit is een rode oplossing, waarbij het zoutcomplex neerslaat bij −20 °C.

### Met behulp van 50% NaOH
Met deze hoge concentratie en een katalysator kan NaOH waterstofionen onttrekken aan een haloform. Het anion is echter heel instabiel (zie carbanionen van koolwaterstoffen) en het verliest snel een halogenideion. Het gevormde :CX2-deeltje is heel reactief en wordt een carbeen genoemd.